# Czerwony afisz (plakat)

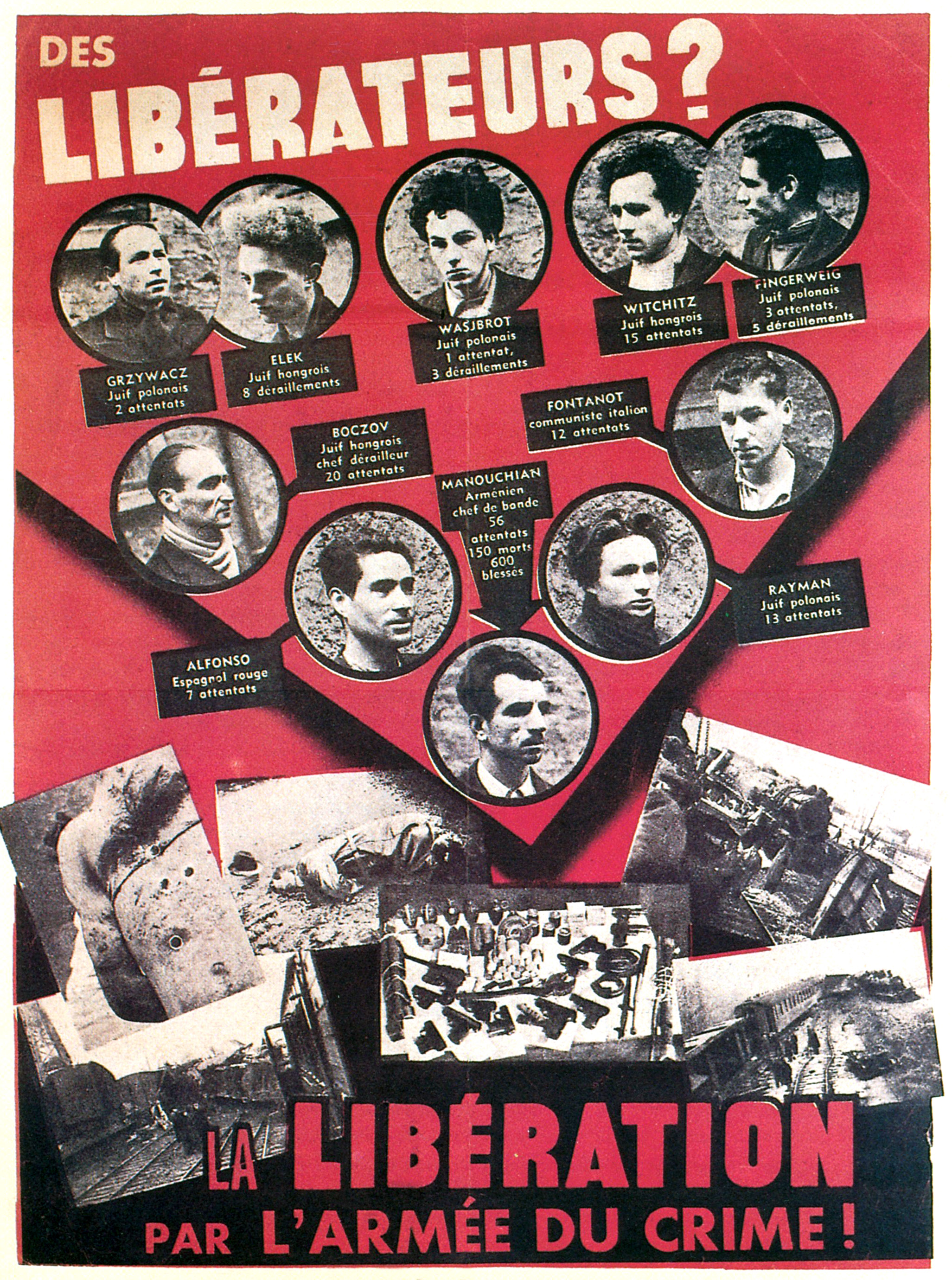
Czerwony afisz

Czerwony afisz (fr. Affiche rouge) – plakat propagandowy dystrybuowany przez reżim Vichy oraz Niemców wiosną 1944 w okupowanym Paryżu w celu zdyskredytowania grupy francuskiego ruchu oporu zwanej grupą Manukiana. Termin Affiche rouge odnosi się także ogólniej do okoliczności towarzyszących temu wydarzeniu.

## Tło
W połowie listopada 1943 francuska policja aresztowała 23 członków komunistycznej organizacji partyzanckiej Francs-tireurs et partisans - Main d'oeuvre immigrée (FTP-MOI). Grupa ta była zwana grupą Manukiana od nazwiska przywódcy Missaka Manukiana. Tworzyła ona część siatki składającej się z około 100 bojowników, którzy byli odpowiedzialni praktycznie za wszystkie akty zbrojnego oporu w regionie Paryża od marca do listopada 1943.
W grupie tej było ośmiu Polaków, pięciu Włochów, trzech Węgrów, dwóch Ormian, Hiszpan, Rumunka (Olga Bancic) i trzech Francuzów. Jedenastu z nich było Żydami.
Po trzech miesiącach tortur stanęli oni przed niemieckim sądem wojskowym. W celu zdyskredytowania ruchu oporu władze zaprosiły do wzięcia udziału w procesie francuskie osobistości ze świata filmu i innych dziedzin sztuki oraz zachęciły media do jak najdokładniejszego zrelacjonowania procesu. Członkowie grupy Manukiana zostali rozstrzelani w forcie Mont Valérien w Suresnes koło Paryża 21 lutego 1944. Kobieta, Olga Bancic, która była odpowiedzialna za nielegalną produkcję i transport bomb i materiałów wybuchowych, została zabrana do więzienia w Stuttgarcie, gdzie mimo tortur nie wyrzekła się swoich przekonań i została ponownie skazana na śmierć i 10 maja stracona przez ścięcie toporem.
Wiosną 1944 władze rozpoczęły propagandę zwaną Affiche rouge. Wydrukowano około 15 tysięcy plakatów, które rozwieszano na ulicach. Razem z plakatami dystrybuowane były ulotki, które głosiły, że na czele ruchu oporu stali cudzoziemcy, Żydzi, bezrobotni i kryminaliści; kampania przedstawiała ruch oporu jako cudzoziemską konspirację skierowaną przeciwko Francuzom i suwerenności Francji. 
Chociaż plakaty miały na celu przedstawienie maquis jako terrorystów, to wydaje się, że akcja odniosła odwrotny skutek. Przyczyniła się ona do powstania legendy grupy Manukiana jako bohaterów i męczenników ruchu oporu i zachęciła wielu do wstąpienia w szeregi oddziałów. Legenda głosi, że zwolennicy dopisywali słowa MORTS POUR LA FRANCE (Oni umarli za Francję) i kładli kwiaty pod plakatami. W 1975  Philippe Ganier Raymond stwierdził, że nie ma historycznych zapisów takich wydarzeń, jednak ostatnie badania wskazują, że takie akty „uzupełniania treści” plakatów występowały.

## Treść
Plakat głosił:

Des libérateurs?  La libération par l'armée du crime!

"Wyzwoliciele?  Wyzwolenie przez przestępczą armię!"

Od lewej do prawej, od góry to dołu, portrety podpisane: 
- GRZYWACZ: Juif polonais, 2 attentats (Polski Żyd, 2 terrorystyczne ataki)
- ELEK: Juif hongrois, 5 déraillements (Węgierski Żyd, 5 wykolejeń)
- WAJSBROT: Juif polonais, 1 attentat, 1 déraillement (Polski Żyd, 1 terrorystyczny atak, 1 wykolejenie)
- WITCHITZ: Juif polonais, 15 attentats (Polski Żyd, 15 terrorystycznych ataków)
- FINGERCWAJG: Juif polonais, 3 attentats, 5 déraillements (Polski Żyd, 3 terrorystyczne ataki, 5 wykolejeń)
- BOCZOV: Juif hongrois, chef dérailleur, 20 attentats (Węgierski Żyd, szef akcji wykolejeń, 20 terrorystycznych ataków)
- FONTANOT: Communiste italien, 12 attentats (Włoski komunista, 12 terrorystyczny ataki)
- ALFONSO: Espagnol rouge, 2 attentats (Czerwony Hiszpan, 2 terrorystyczne ataki)
- RAYMAN: Juif polonais, 13 attentats (Polski Żyd, 13 terrorystycznych ataków)
- MANOUCHIAN: Arménien, chef de bande, 56 attentats, 150 morts, 600 blessés (Ormianin, szef gangu, 56 terrorystycznych ataków, 150 zabitych, 600 rannych)

Na dole przedstawione są fotografie:
- prawe ramię i część klatki piersiowej podziurawione przez kule
- zwłoki leżące na ziemi
- wykolejona lokomotywa
- wykolejony pociąg
- kolekcja broni, granatów, i komponentów bomb wyeksponowanych na stole
- inny wykolejony pociąg

## Filmy
- Franck Cassenti, Czerwony afisz (L'Affiche Rouge) (1976)
- Stéphane Courtois i Mosco Boucault, Des terroristes à la retraite (1983)
- Pascal Convert, Mont-Valérien, aux noms des fusillés
- Denis Peschanski – Jorge Amat, La traque de l’Affiche rouge (2007)